# Neuville-aux-Bois
Neuville-aux-Bois är en kommun i departementet Loiret i regionen Centre-Val de Loire strax norr Frankrikes mitt. Kommunen ligger i kantonen Neuville-aux-Bois som tillhör arrondissementet Orléans. År 2022 hade Neuville-aux-Bois 4 984 invånare.

## Befolkningsutveckling
Antalet invånare i kommunen Neuville-aux-Bois
| Referens: INSEE |